# Urofuransäuren

Die allgemeine Struktur der Urofuransäuren mit R = H oder R = CH_{3}

Urofuransäuren (engl. urofuran acids) sind eine Gruppe von Dicarbonsäuren, die einen Furanring enthalten und als Stoffwechselprodukt der Furanfettsäuren entstehen.

## Vorkommen und Entstehung
Die kurzkettigeren Urofuransäuren finden sich im tierischen und menschlichen Blut, sowie im Harn (Namensherkunft).

## Physiologie
Im Fall einer Urämie sammeln sich Urofuransäuren, insbesondere 3-Carboxy-4-methyl-5-propyl-2-furanpropionsäure (CMPF, in der Grafik n und m = 2, R = CH3), im Blut an. Durch die starke Bindung an Humanalbumin lässt sich dieses Stoffwechselprodukt auch per Hämodialyse nicht aus dem Blut entfernen. Mittels Peritonealdialyse kann CMPF aus dem Blut entfernt werden.
CMPF ist der Hauptinhibitor für proteinbindende Wirkstoffe und ein urämisches Toxin. Es inhibiert direkt die Organischen Anionentransporter Typ 1 und Typ 2 (OAT1, OAT2), wodurch der Transport beziehungsweise die Ausscheidung verschiedener Arzneimittel und endogener organischer Säuren gestört wird. Zu diesen endogenen Säuren gehört beispielsweise Thyroxin (T4). Bei Patienten mit Urämie finden sich bis zu 0,2 mMol/l CMPF im Serum. Die Bindungskonstante Ka von CMPF an Albumin beträgt 1,3x107 Mol−1. Es bildet dabei 1:1-Komplexe, speziell an der Bindungsstelle 1 des Albumins.

## Entdeckung
Die Urofuransäuren wurden 1979 von den österreichischen Chemikern Michael und Gerhard Spiteller an der Universität Bayreuth als Stoffwechselprodukt der Furanfettsäuren im Harn entdeckt.

## Weiterführende Literatur
- T. Nishio, N. Takamura, R. Nishii, J. Tokunaga, M. Yoshimoto, K. Kawai: Influences of haemodialysis on the binding sites of human serum albumin: possibility of an efficacious administration plan using binding inhibition. In: Nephrol. Dial. Transplant. 23, 2008, S. 2304–2310 PMID 18390890.
- H. Sun, Y. Huang, L. Frassetto, L. Z. Benet: Effects of uremic toxins on hepatic uptake and metabolism of erythromycin. In: Drug Metab Dispos 32, 2004, S. 1239–1246, PMID 15286055.
- Claudio Ronco, James F. Winchester: Dialysis, dialyzers, and sorbents. Karger Publishers, 2001, ISBN 3-805-57225-5, S. 53–60, eingeschränkte Vorschau in der Google-Buchsuche
- Toshi Sassa, Hiroyuki Matsuno, Masayuki Niwa, Osamu Kozawa, Naohito Takeda, Toshimitu Niwa, Takashi Kumada, Toshihiko Uematsu: Measurement of furancarboxylic acid, a candidate for uremic toxin, in human serum, hair, and sweat, and analysis of pharmacological actions in vitro. In: Archives of Toxicology. 73, 2000, S. 649–654, doi:10.1007/s002040050020.
- Touichi Tanaka, Hideharu Ikebuchi, Jun-ichi Sawada, Yoshiko Tanaka: Production of antiserum for sensitive enzyme-linked immunosorbent assay of 3-carboxy-4-methyl-5-propyl-2-furanpropanoic acid by chemiluminescence. In: Lipids. 33, 1998, S. 733–736, doi:10.1007/s11745-998-0264-0.
- K. Hannemann, V. Puchta, E. Simon, H. Ziegler, G. Ziegler, G. Spiteller: The common occurrence of furan fatty acids in plants. In: Lipids 24, 1989, S. 296–298, PMID 2755307.
- D. M. Sand, H. Schlenk, H. Thoma, G. Spiteller: Catabolism of fish furan fatty acids to urofuran acids in the rat. In: Biochim. Biophys. Acta 751, 1983, S. 455–461, PMID 6849955.
- Juergen Pfordt, Heinz Thoma, Gerhard Spiteller: Identifizierung, Strukturableitung und Synthese bisher unbekannter Urofuransaeuren im menschlichen Blut. In: Liebigs Annalen der Chemie 1981, S. 2298–2308, doi:10.1002/jlac.198119811217.